# روبرت راسل نيوتن
روبرت راسل نيوتن (بالإنجليزية: Robert Russell Newton)‏ هو عالم فلك وفيزيائي أمريكي، ولد في 7 يوليو 1918 في تينيسي في الولايات المتحدة، وتوفي في 2 يونيو 1991 في سيلفر سبرينغ في الولايات المتحدة.